# Strymon aliparops
Strymon aliparops är en fjärilsart som beskrevs av Michener och Dos Passos 1942. Strymon aliparops ingår i släktet Strymon och familjen juvelvingar. Inga underarter finns listade i Catalogue of Life.